# La Riposte de l'homme-araignée
Série
L'Homme araignée
(1977) Spider-Man défie le Dragon
(1979)
Pour plus de détails, voir Fiche technique et Distribution.
La Riposte de l'homme-araignée (Spider-Man Strikes Back) est un film fantastique réalisé par Ron Satlof, sorti en France le 4 avril 1979, inspiré du personnage de comic book Spider-Man.
Il est constitué des deux épisodes de la série The Amazing Spider-Man, intitulés "Deadly Dust" 1 et 2. Il fait suite au pilote de la série sorti au cinéma en France, L'Homme-araignée, mais avec beaucoup moins de succès (200 499 entrées en France).

## Synopsis
L'homme-araignée poursuit un dangereux malfaiteur qui a dérobé une bombe au plutonium et menace de faire exploser la ville.

## Fiche technique
Sauf indication contraire, les informations mentionnées dans cette section peuvent être confirmées par les bases de données cinématographiques IMDb et Allociné,  présentes dans la section « Liens externes ».
- Titre original et québécois : Spider-Man Strikes Back
- Titre français : La Riposte de l'homme-araignée
- Réalisation : Ron Satlof
- Scénariste : Robert Janes, d'après les personnages créés par Stan Lee
- Musique : Stu Phillips
- Direction artistique : William McAllister
- Décors : Mary Ann Good et Ray Molyneaux
- Photographie : Jack Whitman
- Son : Gary Alexander et Robert J. Miller
- Montage : Erwin Dumbrille et David Newhouse
- Production : Ron Satlof et Robert Janes
  - Production déléguée : Charles W. Fries et Daniel R. Goodman
- Sociétés de production[2] : Charles Fries Productions
- Société de distribution : MCA/Universal Home Video (États-Unis - VHS) ; Columbia Pictures (France)
- Budget : n/a
- Pays de production :  États-Unis
- Langue originale : anglais
- Format[3] : couleur - 35 mm - 1,33:1 - son Mono
- Genre : action, aventures, fantastique
- Durée : 90 minutes
- Dates de sortie[4] :
  - France : 4 avril 1979
- Classification[5] :
  - États-Unis : ce programme contient des éléments que les parents peuvent considérer inappropriés pour les enfants (TV-PG)
  - France : tous publics

## Distribution
- Nicholas Hammond (VF : François Leccia) : Spider-Man / Peter Parker
- Michael Pataki (VF : Alain Dorval) : Capitaine Barbera
- Robert F. Simon (VF : Jean-Henri Chambois) : J. Jonah Jameson
- Joanna Cameron (VF : Évelyne Séléna) : Gale Hoffman
- Chip Fields : Rita Conway
- Robert Alda (VF : Denis Savignat) : M. White
- Randy Powell (VF : Pierre Arditi) : Craig
- Sidney Clute (VF : Jean-François Laley) : Inspecteur DeCarlo